# Stelis ligulata
Stelis ligulata är en orkidéart som först beskrevs av John Lindley, och fick sitt nu gällande namn av Alec M. Pridgeon och Mark W. Chase. Stelis ligulata ingår i släktet Stelis och familjen orkidéer. Inga underarter finns listade i Catalogue of Life.